# Piriqueta nanuzae
Piriqueta nanuzae är en passionsblomsväxtart som beskrevs av M.M. Arbo. Piriqueta nanuzae ingår i släktet Piriqueta och familjen passionsblomsväxter. Inga underarter finns listade i Catalogue of Life.